# Kendall Waston
Kendall Jamaal Waston Manley (ur. 1 stycznia 1988 w San José) – kostarykański piłkarz występujący na pozycji środkowego obrońcy, reprezentant Kostaryki, od 2021 roku zawodnik Deportivo Saprissa.

## Życiorys

### Kariera klubowa
Waston pochodzi ze stołecznego miasta San José i jest wychowankiem akademii juniorskiej tamtejszego klubu Deportivo Saprissa, do którego seniorskiej drużyny został włączony jako dziewiętnastolatek przez szkoleniowca Jeaustina Camposa. W kostarykańskiej Primera División zadebiutował w 2007 roku, jednak nie potrafił sobie wywalczyć miejsca w wyjściowym składzie. Już w swoim premierowym sezonie, jesiennym Apertura 2007, zdobył ze swoją ekipą tytuł mistrza Kostaryki i sukces ten powtórzył również pół roku później, podczas wiosennych rozgrywek Clausura 2008. W połowie 2008 roku na zasadzie sześciomiesięcznego wypożyczenia zasilił czołowy urugwajski zespół Club Nacional de Football ze stołecznego Montevideo, z którym triumfował w jesiennej fazie Apertura, lecz z powodu dużej konkurencji w linii obrony nie zdołał rozegrać tam ani jednego spotkania. Po powrocie do Saprissy zdobył swojego premierowego gola w najwyższej klasie rozgrywkowej, 11 marca 2009 w wygranym 3:0 spotkaniu z Municipalem Liberia, lecz wciąż pozostawał tylko głębokim rezerwowym dla graczy takich jak Jervis Drummond, Víctor Cordero czy Douglas Sequeira.
W marcu 2010 Waston ponownie wyjechał za granicę, udając się na trzymiesięczne wypożyczenie do portorykańskiego klubu Bayamón FC, z którym dotarł do półfinału rozgrywek CFU Club Championship i mimo gry na pozycji środkowego obrońcy został wicekrólem strzelców tych rozgrywek z pięcioma bramkami na koncie. W późniejszym czasie został wypożyczony po raz kolejny, tym razem do stołecznej ekipy CF Universidad de Costa Rica, gdzie mimo regularnych występów na koniec rozgrywek 2010/2011 spadł z tą ekipą do drugiej ligi kostarykańskiej. W połowie 2011 roku został wypożyczony do Municipalu Pérez Zeledón, gdzie spędził rok w roli kluczowego zawodnika drużyny, jednak nie osiągnął z nią większych sukcesów. Wobec pozostawania wyłącznie rezerwowym w Saprissie, w styczniu 2013 powrócił na zasadzie wypożyczenia do Pérez Zeledón, tym razem na okres sześciu miesięcy, lecz mimo pewnego miejsca w wyjściowej jedenastce ponownie nie potrafił zanotować poważniejszych sukcesów.
Latem 2013 Waston po raz kolejny powrócił do Deportivo Saprissa, lecz tym razem został podstawowym stoperem ekipy prowadzonej przez trenera Rónalda Gonzáleza i w sezonie Clausura 2014 zdobył z nią swoje trzecie mistrzostwo Kostaryki, tworząc duet środkowych obrońców z Michaelem Umañą.
W 2014 Watson przeszedł do kanadyjskiego klubu Vancouver Whitecaps FC, gdzie był zawodnikiem do 2018.
11 grudnia 2018 podpisał kontrakt z amerykańskim klubem FC Cincinnati, umowa do 31 grudnia 2020; kwota odstępnego 660 tys. euro.
W 2021 powrócił do Deportivo Saprissa.

### Kariera reprezentacyjna
W seniorskiej reprezentacji Kostaryki Waston zadebiutował za kadencji kolumbijskiego selekcjonera Jorge Luisa Pinto, 28 maja 2013 w wygranym 1:0 meczu towarzyskim z Kanadą. W tym samym roku został awaryjnie powołany na Złoty Puchar CONCACAF w miejsce kontuzjowanego Jhonny’ego Acosty, lecz pełnił rolę głębokiego rezerwowego, ani razu nie pojawiając się na boisku, zaś jego kadra odpadła ostatecznie z turnieju w ćwierćfinale.
8 października 2017 roku strzelił gola w 94. minucie meczu z Hondurasem. Bramka ta zapewniła Kostaryce awans na Mundial 2018. Na samym turnieju drużyna odpadła w fazie grupowej, lecz Waston zdobył gola przeciwko Szwajcarii.